# Balvano
Balvano es un municipio de 2007 habitantes perteneciente a la provincia de Potenza.

## Evolución demográfica
| Gráfica de evolución demográfica de Balvano entre 1861 y 2001 |
|                                                               |
| Fuente ISTAT - elaboración gráfica de Wikipedia               |